# گری دونلی
 گری دونلی (انگلیسی: Gary Donnelly؛ زاده ۳ ژوئن ۱۹۶۲) یک تنیس‌باز اهل ایالات متحده آمریکا است.